# Ủy ban Olympic quốc gia Iraq
Ủy ban Olympic quốc gia Iraq (NOCI) (tiếng Ả Rập: اللجنة الاولمبية الوطنية العراقية) là ủy ban Olympic quốc gia (NOC) của Iraq. Nó được thành lập vào năm 1948 và được công nhận bởi Ủy ban Olympic Quốc tế (IOC) cùng năm đó. Nó chính thức bị giải thể vào tháng 5 năm 2003 bởi L. Paul Bremer theo Sắc lệnh số 2 của Cơ quan Liên minh Lâm thời.
Tổng giám đốc hiện tại của Ủy ban là Tiras Odisho, một người Assyria theo đạo Cơ đốc, ông đồng thời cũng là một chuyên gia và huấn luyện viên Karate, hiện đang sinh sống và làm việc tại Thụy Điển.
Ủy ban tổ chức cho các vận động viên Iraq tham dự Thế vận hội, cũng như điều hành chương trình huấn luyện. Nó có 16 thành viên là các liên đoàn/ủy ban Olympic quốc gia và 7 thành viên là các liên đoàn/ủy ban IOC quốc gia trực thuộc.